# Noc w operze

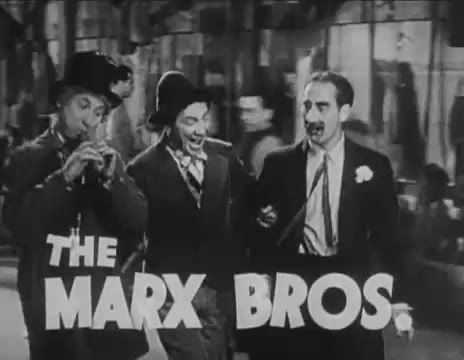
Bracia Marx w scenie z filmu

Noc w operze (A Night at the Opera) – amerykańska komedia muzyczna z 1935 roku w reżyserii Sama Wooda, z braćmi Marx w rolach głównych. Był to pierwszy filmowy występ braci w składzie trzyosobowym po tym, jak Zeppo Marx opuścił rodzinny kwartet. Był to również pierwszy film zrealizowany przez nich po rozstaniu z Paramount Pictures i przejściu do Metro-Goldwyn-Mayer.

## Opis fabuły
Fabuła filmu osadzona jest w środowisku twórców operowych i ich współpracowników. Bracia wcielają się w role drobnych naciągaczy i cwaniaczków, którzy próbują uszczknąć coś dla siebie z tego lukratywnego wówczas biznesu.

## Obsada
- Groucho Marx jako Otis Driftwood
- Harpo Marx jako Tomasso
- Chico Marx jako Fiorello
- Allan Jones jako Ricardo
- Walter Woolf King jako Rodolfo
- Margaret Dumont jako pani Claypool
- Kitty Carlisle jako Rosa
- Sig Rumann jako Gottlieb
- Robert Emmett O'Connor jako sierżant Henderson

i inni

## Powiązania
Opera, której fragmenty wykonywane są w filmie, to Trubadur Giuseppe Verdiego z 1853 roku. Kitty Carlisle i Allan Jones nie zdecydowali się na pomoc zawodowych śpiewaków i sami nagrali utwory śpiewane przez ich postacie.

## Znaczenie
Noc w operze uważana jest za jeden z najważniejszych filmów w karierze braci Marx, czego dowodem było wpisanie jej w 1993 do National Film Registry, czyli na listę filmów, których kopie są przechowywane i konserwowane przez Bibliotekę Kongresu USA ze względu na ich szczególne walory lub znaczenie.

## Nawiązania w popkulturze
Tytuł filmu został wykorzystany przez grupę Queen jako nazwa ich albumu A Night at the Opera z 1975 roku.